# Elecciones estatales de Campeche de 2024
Las Elecciones estatales de Campeche de 2024 se llevaron a cabo el domingo 2 de junio de 2024, siendo concurrentes con la elección federal de ese año. En ellas los ciudadanos campechanos renovaron:
- 35 diputados del Congreso del Estado. De los cuales 21 fueron electos por mayoría relativa y 14 por representación proporcional. Es la primera elección que utiliza el mapa resultante de la redistritación consecuente del Censo de 2020[4][5]
- 13 ayuntamientos. Compuestos por un presidente municipal y sus regidores y síndicos, todos electos para un periodo de tres años, no reelegibles para el periodo siguiente.
- 22 Juntas Municipales. Organos auxiliares de los Ayuntamientos, compuestos por 1 presidente, 4 regidores y un síndico por los habitantes de las secciones municipales, por un periodo de 3 años, no reelegibles para el periodo inmediato siguiente.[6]

## Organización

### Partidos políticos
En las elecciones estatales tienen derecho a participar once partidos políticos. Siete son partidos políticos con registro nacional: Partido Acción Nacional (PAN), Partido Revolucionario Institucional (PRI), Partido de la Revolución Democrática (PRD), Partido del Trabajo (PT), Partido Verde Ecologista de México (PVEM), Movimiento Ciudadano (MC) y Movimiento Regeneración Nacional (Morena). Y cuatro partidos políticos estatales: Partido Encuentro Solidario de Campeche (PESC), Partido Campeche Libre (PCL), Espacio Democrático de Campeche (EDC) y Movimiento Laborista de Campeche (MLC).

### Distritos electorales
Para la elección de diputados de mayoría relativa del Congreso del Estado de Campeche el estado se divide en 21 distritos electorales. La distritación electoral vigente fue publicada por el Instituto Nacional Electoral en junio de 2022.
| Distrito | Cabecera          | Municipios | Mapa |
| -------- | ----------------- | ---------- | ---- |
| 1        | Campeche          | 1          |      |
| 2        | Campeche          | 1          |      |
| 3        | Campeche          | 1          |      |
| 4        | Campeche          | 1          |      |
| 5        | Campeche          | 1          |      |
| 6        | Campeche          | 1          |      |
| 7        | Tenabo            | 2          |      |
| 8        | Ciudad del Carmen | 1          |      |
| 9        | Ciudad del Carmen | 1          |      |
| 10       | Ciudad del Carmen | 1          |      |
| 11       | Ciudad del Carmen | 1          |      |
| 12       | Ciudad del Carmen | 1          |      |
| 13       | Escárcega         | 1          |      |
| 14       | Candelaria        | 1          |      |
| 15       | Champotón         | 1          |      |
| 16       | Seybaplaya        | 2          |      |
| 17       | Calkiní           | 1          |      |
| 18       | Hopelchén         | 1          |      |
| 19       | Hecelchakán       | 2          |      |
| 20       | Palizada          | 2          |      |
| 21       | Xpujil            | 2          |      |

## Alianzas y candidaturas

### Fuerza y Corazón por Campeche
|  | Partido Revolucionario Institucional - 14 diputados: Distritos 2, 3, 4, 5, 6, 7, 10, 11, 13, 16, 18, 19, 20 y 21 - 9 ayuntamientos: Campeche, Carmen, Calkiní, Calakmul, Champotón, Escárcega, Hecelchakán, Hopelchén y Tenabo |
|  | Partido de la Revolución Democrática - 7 diputados: Distritos 1, 8, 9, 12, 14, 15 y 17 - 4 ayuntamientos: Candelaria, Palizada, Dzitbalché y Seybaplaya                                                                        |

El Partido Revolucionario Institucional (PRI) y el Partido de la Revolución Democrática (PRD) acordaron presentarse en coalición bajo el nombre «Fuerza y Corazón por Campeche», inicialmente se consideró incluir al Partido Acción Nacional (PAN), sin embargo, la dirigencia estatal de dicho partido rechazó la alianza alegando que no quería repetir el fracaso obtenido en la elección pasada.
El 19 de enero los partidos registraron la coalición ante el Instituto Electoral del Estado de Campeche.El PRI designará candidatos en 14 distritos y 9 ayuntamientos, mientras que el PRD hará lo propio en 7 distritos y 4 ayuntamientos.

### Sigamos Haciendo Historia en Campeche
|  | Movimiento Regeneración Nacional - 17 diputados: Distritos 1, 3, 4, 5, 6, 7, 8, 9, 10, 11, 12, 14, 15, 16, 17, 18 y 19 - 9 ayuntamientos: Calkiní, Campeche, Carmen, Champotón, Hecelchakán, Hopelchén, Escárcega, Candelaria y Dzitbalché |
|  | Partido del Trabajo - 2 diputados: Distritos 2 y 13 - 2 ayuntamientos: Calakmul y Seybaplaya |
|  | Partido Verde Ecologista de México - 1 diputado: Distritos 21 - 1 ayuntamiento: Tenabo |

El partido Movimiento Regeneración Nacional (Morena), el Partido del Trabajo (PT), el Partido Verde Ecologista de México (PVEM) acordaron presentarse en coalición bajo el nombre «Sigamos Haciendo Historia en Campeche».
El 19 de enero fue registrada la coalición ante el Instituto Electoral del Estado de Campeche. El 27 de febrero la coalición definió a sus candidatos para los ayuntamientos. El partido Morena designa a 9 candidatos a presidentes municipales y 17 diputaciones, el Partido del Trabajo 2 ayuntamiento y 2 diputaciones y el Partido Verde selecciona candidato en un ayuntamiento y un distrito. La alianza no presenta una candidatura de unidad en el municipio de Palizada ni al distrito 20.

### Candidaturas Independientes
El IEEC informó el 8 de enero de 2024 que cuatro personas lograron el registro como aspirantes a una candidatura: Zorayda Gutiérrez Torres para la alcaldía de Escárcega, José del Carmen Castillo Segovia a la alcaldía de Seybaplaya, Daniel Sosa Espina y William Castillo Núñez para las diputaciones de los distritos 4 y 7 respectivamente. Tuvieron a partir del 19 de enero al 17 de febrero para la recolección de firmas, de al menos 3% de la población que figura en la lista nominal. En el caso de Escárcega será de 1,316 firmas; mientras que en Seybaplaya es de 357 apoyos ciudadanos, en el caso de las diputaciones son 1,094 para el distrito 4 y 884 para el distrito 7.
El 15 de marzo se confirmó que solo 2 de los 4 aspirantes lograron reunir las firmas requeridas y podrán participar como candidatos independientes en el proceso electoral estatal.
|  | 190.76% |

|  | 104.94% |

|  | 37.44 % |

|  | 16.45 % |

## Encuestas

### Ayuntamiento de Campeche
| Encuestadora      | Fecha            | Muestra | Chanona | Medina | Moguel | Rabelo | Castellot | N/NS/NC |
| ----------------- | ---------------- | ------- | ------- | ------ | ------ | ------ | --------- | ------- |
| Encuestadora      | Fecha            | Muestra |         |        |        |        |           | N/NS/NC |
| Massive Caller    | 27 de febrero    | 600     | 5.8%    | 12.3%  | 43.7%  | 28.3%  | -         | 9.9%    |
| Massive Caller    | 12 de marzo      | 600     | 7.0%    | 13.5%  | 42.3%  | 30.3%  | -         | 6.9%    |
| Massive Caller    | 26 de marzo      | 600     | 5.5%    | 15.3%  | 40.8%  | 31.8%  | 3.8%      | 2.8%    |
| Rubrum            | 29 de marzo      | 600     | 7.0%    | 11.9%  | 29.1%  | 40.3%  | -         | 11.7%   |
| Massive Caller    | 9 de abril       | 600     | 6.7%    | 14.0%  | 38.3%  | 33.8%  | 4.8%      | 2.4%    |
| Rubrum            | 10 de abril      | 600     | 7.0%    | 13.3%  | 33.6%  | 35.8%  | -         | 10.3%   |
| Massive Caller    | 15 de abril      | 600     | 4.8%    | 17.7%  | 34.0%  | 35.3%  | 3.2%      | 5.0%    |
| Rubrum            | 17 de abril      | 600     | 10.8%   | 13.8%  | 29.0%  | 34.7%  | -         | 11.7%   |
| Massive Caller    | 22 de abril      | 600     | 4.3%    | 28.2%  | 29.2%  | 32.7%  | 1.7%      | 3.9%    |
| Rubrum            | 23 de abril      | 600     | 11.2%   | 13.7%  | 26.5%  | 36.3%  | -         | 12.3%   |
| Percepción Social | 18 a 24 de abril | 1000    | 7.0%    | 26.0%  | 21.0%  | 35.0%  | -         | 11.0%   |
| Massive Caller    | 29 de abril      | 600     | 4.0%    | 29.8%  | 27.0%  | 34.0%  | 1.3%      | 3.9%    |
| Massive Caller    | 6 de mayo        | 600     | 3.8%    | 31.0%  | 25.8%  | 32.8%  | 1.8%      | 4.8%    |
| Massive Caller    | 13 de mayo       | 600     | 5.0%    | 28.8%  | 26.7%  | 34.7%  | 2.0%      | 2.8%    |
| Massive Caller    | 20 de mayo       | 600     | 6.2%    | 30.0%  | 24.3%  | 36.0%  | 1.8%      | 1.7%    |
| Massive Caller    | 27 de mayo       | 600     | 6.5%    | 31.3%  | 22.8%  | 38.2%  | 1.2%      | -       |

### Ayuntamiento de Carmen
| Encuestadora   | Fecha       | Muestra | Fernández | Ruíz  | Gutiérrez | Juárez | N/NS/NC |
| -------------- | ----------- | ------- | --------- | ----- | --------- | ------ | ------- |
| Encuestadora   | Fecha       | Muestra |           |       |           |        | N/NS/NC |
| Massive Caller | 26 de marzo | 600     | 5.5%      | 7.8%  | 40.8%     | 20.3%  | 25.0%   |
| Rubrum         | 29 de marzo | 600     | 4.3%      | 7.7%  | 56.3%     | 20.2%  | 11.4%   |
| Massive Caller | 9 de abril  | 600     | 6.7%      | 9.2%  | 39.7%     | 21.8%  | 22.6%   |
| Rubrum         | 10 de abril | 600     | 4.9%      | 7.0%  | 61.4%     | 17.6%  | 9.1%    |
| Massive Caller | 15 de abril | 600     | 8.5%      | 11.7% | 36.8%     | 23.3%  | 19.7%   |
| Rubrum         | 17 de abril | 600     | 3.9%      | 7.4%  | 62.4%     | 19.3%  | 7.0%    |
| Rubrum         | 23 de abril | 600     | 3.8%      | 5.9%  | 61.1%     | 22.5%  | 6.7%    |
| Massive Caller | 29 de abril | 600     | 7.3%      | 10.2% | 38.2%     | 21.7%  | 22.6%   |
| Rubrum         | 1 de mayo   | 600     | 4.9%      | 6.3%  | 62.3%     | 22.1%  | 4.4%    |
| Rubrum         | 8 de mayo   | 600     | 5.0%      | 8.0%  | 60.0%     | 20.4%  | 6.6%    |
| Massive Caller | 13 de mayo  | 600     | 5.3%      | 8.8%  | 39.8%     | 20.5%  | 25.6%   |
| Rubrum         | 15 de mayo  | 600     | 4.4%      | 5.9%  | 60.4%     | 22.5%  | 6.8%    |
| Rubrum         | 23 de mayo  | 600     | 4.5%      | 4.3%  | 61.2%     | 25.3%  | 4.7%    |
| Massive Caller | 27 de mayo  | 600     | 7.4%      | 9.8%  | 54.0%     | 28.8%  | -       |

## Resultados

### Congreso del Estado de Campeche
|  | 37.52 % |

|  | 29.62 % |

|  | 11.39 % |

|  | 5.65 % |

|  | 3.99 % |

|  | 3.35 % |

|  | 2.57 % |

|  | 0.72 % |

|  | 0.70 % |

|  | 0.70 % |

|  | 0.44 % |

|  | 3.37 % |

|  | 100 % |

### Ayuntamientos
|  | 38.98 % |

|  | 32.44 % |

|  | 11.19 % |

|  | 5.64 % |

|  | 4.10 % |

|  | 3.13 % |

|  | 2.35 % |

|  | 0.62 % |

|  | 0.52 % |

|  | 0.49 % |

|  | 0.37 % |

|  | 0.16 % |

#### Campeche
|  | 46.24 % |

|  | 29.97 % |

|  | 13.57 % |

|  | 5.22 % |

|  | 1.02 % |

|  | 0.61 % |

|  | 0.38 % |

|  | 0.30 % |

|  | 97.34 % |

|  | 2.62 % |

|  | 62.79 % |

#### Calkiní
|  | 44.59 % |

|  | 41.83 % |

|  | 6.19 % |

|  | 2.39 % |

|  | 1.85 % |

|  | 0.31 % |

|  | 0.27 % |

|  | 0.23 % |

|  | 97.70 % |

|  | 2.27 % |

|  | 76,02 % |

#### Carmen
|  | 65.52 % |

|  | 24.86 % |

|  | 2.38 % |

|  | 2.21 % |

|  | 0.72 % |

|  | 0.61 % |

|  | 0.69 % |

|  | 0.26 % |

|  | 97.27 % |

|  | 2.72 % |

|  | 57.46 % |

#### Champotón
|  | 49.60 % |

|  | 20.21 % |

|  | 13.22 % |

|  | 9.64 % |

|  | 1.72 % |

|  | 0.46 % |

|  | 0.45 % |

|  | 0.36 % |

|  | 95.69 % |

|  | 4.20 % |

|  | 58.74 % |

#### Hecelchakán
|  | 48.13 % |

|  | 44.07 % |

|  | 2.68 % |

|  | 1.30 % |

|  | 0.91 % |

|  | 0.39 % |

|  | 0.36 % |

|  | 0.25 % |

|  | 98.12 % |

|  | 1.86 % |

|  | 72.88 % |

#### Hopelchén
|  | 45.10 % |

|  | 42.28 % |

|  | 7.86 % |

|  | 0.75 % |

|  | 0.72 % |

|  | 0.37 % |

|  | 0.11 % |

|  | 0.06 % |

|  | 97.29 % |

|  | 2.68 % |

|  | 70.52 % |

#### Palizada
| Ayuntamiento de Palizada                   | Ayuntamiento de Palizada | Ayuntamiento de Palizada           | Ayuntamiento de Palizada                                                                                    | Resultados | Resultados |
| Candidato                                  | Candidato                | Candidato                          | Partido/Coalición                                                                                           | Votos      | Porcentaje |
| ------------------------------------------ | ------------------------ | ---------------------------------- | --- | ---------- | ---------- |
| Pedro Ayala Cámara                         |                          | Pedro Ayala Cámara                 | Partido del Trabajo                                                                                         | —          | —          |
| Francisco Alex Guzmán Peralta              |                          | Francisco Alex Guzmán Peralta      | Partido Acción Nacional                                                                                     | —          | —          |
| Ángela del Carmen Cámara Damas             |                          | Ángela del Carmen Cámara Damas     | Fuerza y Corazón por Campeche - Partido de la Revolución Democrática - Partido Revolucionario Institucional | —          | —          |
| Karina Aurora Díaz Hernández               |                          | Karina Aurora Díaz Hernández       | Movimiento Regeneración Nacional                                                                            | —          | —          |
| Lenny Palizada Abreu Barroso               |                          | Lenny Palizada Abreu Barroso       | Movimiento Ciudadano                                                                                        | —          | —          |
| Moisés Moreno Cruz                         |                          | Moisés Moreno Cruz                 | Partido Verde Ecologista de México                                                                          | —          | —          |
| No postuló candidatura                     |                          | No postuló candidatura             | Movimiento Laborista de Campeche                                                                            | —          | —          |
| Menandro González Cedeño                   |                          | Menandro González Cedeño           | Espacio Democrático de Campeche                                                                             | —          | —          |
| Rocío del Carmen Guzmán Reyes              |                          | Rocío del Carmen Guzmán Reyes      | Partido Encuentro Solidario de Campeche                                                                     | —          | —          |
| Merly Guadalupe Trujillo Velázquez         |                          | Merly Guadalupe Trujillo Velázquez | Campeche Libre                                                                                              | —          | —          |
| Total de votos válidos                     | Total de votos válidos   | Total de votos válidos             | Total de votos válidos                                                                                      |            | —          |
| Instituto Electoral del Estado de Campeche |                          |                                    | |            |            |

#### Tenabo
| Ayuntamiento de Tenabo                     | Ayuntamiento de Tenabo | Ayuntamiento de Tenabo        | Ayuntamiento de Tenabo | Resultados | Resultados |
| Candidato                                  | Candidato              | Candidato                     | Partido/Coalición | Votos      | Porcentaje |
| ------------------------------------------ | ---------------------- | ----------------------------- | --- | ---------- | ---------- |
| Karla del Rosario Uc Tuz                   |                        | Karla del Rosario Uc Tuz      | Partido Acción Nacional | —          | —          |
| María Camila Mena Dzul                     |                        | María Camila Mena Dzul        | Fuerza y Corazón por Campeche - Partido Revolucionario Institucional - Partido de la Revolución Democrática                         | —          | —          |
| Mariela Sánchez Espinoza                   |                        | Mariela Sánchez Espinoza      | Sigamos Haciendo Historia en Campeche - Partido Verde Ecologista de México - Partido del Trabajo - Movimiento Regeneración Nacional | —          | —          |
| Román Gabriel Monroy Barahona              |                        | Román Gabriel Monroy Barahona | Movimiento Ciudadano | —          | —          |
| Juana Gordillo Sánchez                     |                        | Juana Gordillo Sánchez        | Partido Encuentro Solidario de Campeche                                                                                             | —          | —          |
| No postuló candidatura                     |                        | No postuló candidatura        | Campeche Libre | —          | —          |
| Silvia del Carmen Chablé Chí               |                        | Silvia del Carmen Chablé Chí  | Espacio Democrático de Campeche | —          | —          |
| Daniel Edilberto Calán Canúl               |                        | Daniel Edilberto Calán Canúl  | Movimiento Laborista de Campeche | —          | —          |
| Total de votos válidos                     | Total de votos válidos | Total de votos válidos        | Total de votos válidos |            | —          |
| Instituto Electoral del Estado de Campeche |                        |                               | |            |            |

#### Escárcega
| Ayuntamiento de Escárcega                  | Ayuntamiento de Escárcega | Ayuntamiento de Escárcega            | Ayuntamiento de Escárcega | Resultados | Resultados |
| Candidato                                  | Candidato                 | Candidato                            | Partido/Coalición | Votos      | Porcentaje |
| ------------------------------------------ | ------------------------- | ------------------------------------ | --- | ---------- | ---------- |
| Fabiola Colín Fernández                    |                           | Fabiola Colín Fernández              | Partido Acción Nacional | —          | —          |
| Susana Árciga Suárez                       |                           | Susana Árciga Suárez                 | Fuerza y Corazón por Campeche - Partido Revolucionario Institucional - Partido de la Revolución Democrática                         | —          | —          |
| Juan Carlos Hernández Rath                 |                           | Juan Carlos Hernández Rath           | Sigamos Haciendo Historia en Campeche - Movimiento Regeneración Nacional - Partido Verde Ecologista de México - Partido del Trabajo | —          | —          |
| Lourdes Thaily Sala Gómez                  |                           | Lourdes Thaily Sala Gómez            | Movimiento Ciudadano | —          | —          |
| Elmy Abigaíl Díaz May                      |                           | Elmy Abigaíl Díaz May                | Partido Encuentro Solidario de Campeche                                                                                             | —          | —          |
| Silvestre Mendoza García                   |                           | Silvestre Mendoza García             | Campeche Libre | —          | —          |
| No postuló candidatura                     |                           | No postuló candidatura               | Espacio Democrático de Campeche | —          | —          |
| Rafael Guillermo Centeno [ 58 ]            |                           | Rafael Guillermo Centeno             | Movimiento Laborista de Campeche | —          | —          |
| Zorayda del Socorro Gutiérrez Torres       |                           | Zorayda del Socorro Gutiérrez Torres | Candidatura independiente | —          | —          |
| Total de votos válidos                     | Total de votos válidos    | Total de votos válidos               | Total de votos válidos |            | —          |
| Instituto Electoral del Estado de Campeche |                           |                                      | |            |            |

#### Candelaria
| Ayuntamiento de Candelaria                 | Ayuntamiento de Candelaria | Ayuntamiento de Candelaria    | Ayuntamiento de Candelaria | Resultados | Resultados |
| Candidato                                  | Candidato                  | Candidato                     | Partido/Coalición | Votos      | Porcentaje |
| ------------------------------------------ | -------------------------- | ----------------------------- | --- | ---------- | ---------- |
| Salvador Farías González                   |                            | Salvador Farías González      | Partido Acción Nacional | —          | —          |
| Karime Danice Cruz Moreno                  |                            | Karime Danice Cruz Moreno     | Fuerza y Corazón por Campeche - Partido de la Revolución Democrática - Partido Revolucionario Institucional                         | —          | —          |
| Jaime Muñoz Morfín                         |                            | Jaime Muñoz Morfín            | Sigamos Haciendo Historia en Campeche - Movimiento Regeneración Nacional - Partido Verde Ecologista de México - Partido del Trabajo | —          | —          |
| Rigoberto Figueroa Ortíz                   |                            | Rigoberto Figueroa Ortíz      | Movimiento Ciudadano | —          | —          |
| María Elena Hernández Sánchez              |                            | María Elena Hernández Sánchez | Partido Encuentro Solidario de Campeche                                                                                             | —          | —          |
| No postuló candidatura                     |                            | No postuló candidatura        | Campeche Libre | —          | —          |
| No postuló candidatura                     |                            | No postuló candidatura        | Espacio Democrático de Campeche | —          | —          |
| No postuló candidatura                     |                            | No postuló candidatura        | Movimiento Laborista de Campeche | —          | —          |
| Total de votos válidos                     | Total de votos válidos     | Total de votos válidos        | Total de votos válidos |            | —          |
| Instituto Electoral del Estado de Campeche |                            |                               | |            |            |

#### Calakmul
| Ayuntamiento de Calakmul                   | Ayuntamiento de Calakmul | Ayuntamiento de Calakmul             | Ayuntamiento de Calakmul | Resultados | Resultados |
| Candidato                                  | Candidato                | Candidato                            | Partido/Coalición | Votos      | Porcentaje |
| ------------------------------------------ | ------------------------ | ------------------------------------ | --- | ---------- | ---------- |
| María Eve Baños Baños                      |                          | María Eve Baños Baños                | Partido Acción Nacional | —          | —          |
| José del Carmen Contreras de la Cruz       |                          | José del Carmen Contreras de la Cruz | Fuerza y Corazón por Campeche - Partido Revolucionario Institucional - Partido de la Revolución Democrática                         | —          | —          |
| Guadalupe Acevedo Rodríguez                |                          | Guadalupe Acevedo Rodríguez          | Sigamos Haciendo Historia en Campeche - Partido del Trabajo - Movimiento Regeneración Nacional - Partido Verde Ecologista de México | —          | —          |
| María Victoria Márquez Montiel             |                          | María Victoria Márquez Montiel       | Movimiento Ciudadano | —          | —          |
| Saqueo Arcos Sánchez                       |                          | Saqueo Arcos Sánchez                 | Partido Encuentro Solidario de Campeche                                                                                             | —          | —          |
| Pascual Álvaro Méndez                      |                          | Pascual Álvaro Méndez                | Campeche Libre | —          | —          |
| No postuló candidatura                     |                          | No postuló candidatura               | Espacio Democrático de Campeche | —          | —          |
| No postuló candidatura                     |                          | No postuló candidatura               | Movimiento Laborista de Campeche | —          | —          |
| Total de votos válidos                     | Total de votos válidos   | Total de votos válidos               | Total de votos válidos |            | —          |
| Instituto Electoral del Estado de Campeche |                          |                                      | |            |            |

#### Dzitbalché
| Ayuntamiento de Dzitbalché                 | Ayuntamiento de Dzitbalché | Ayuntamiento de Dzitbalché          | Ayuntamiento de Dzitbalché | Resultados | Resultados |
| Candidato                                  | Candidato                  | Candidato                           | Partido/Coalición | Votos      | Porcentaje |
| ------------------------------------------ | -------------------------- | ----------------------------------- | --- | ---------- | ---------- |
| Henry Rubisel Caamal Chí                   |                            | Henry Rubisel Caamal Chí            | Partido Acción Nacional | —          | —          |
| Felipe de Jesús Collí Marín                |                            | Felipe de Jesús Collí Marín         | Fuerza y Corazón por Campeche - Partido de la Revolución Democrática - Partido Revolucionario Institucional                         | —          | —          |
| Roberto Herrera Maas                       |                            | Roberto Herrera Maas                | Sigamos Haciendo Historia en Campeche - Movimiento Regeneración Nacional - Partido Verde Ecologista de México - Partido del Trabajo | —          | —          |
| Luis Antonio Chan Puc                      |                            | Luis Antonio Chan Puc               | Movimiento Ciudadano | —          | —          |
| Yanyleysy Ayrani Huicab Dzul               |                            | Yanyleysy Ayrani Huicab Dzul        | Partido Encuentro Solidario de Campeche                                                                                             | —          | —          |
| Mariza del Carmen Dzul Cauich              |                            | Mariza del Carmen Dzul Cauich       | Campeche Libre | —          | —          |
| Celia Fidelia Cruz Martín                  |                            | Celia Fidelia Cruz Martín           | Espacio Democrático de Campeche | —          | —          |
| Margarita del Socorro Caamal Chablé [ 60 ] |                            | Margarita del Socorro Caamal Chablé | Movimiento Laborista de Campeche | —          | —          |
| Total de votos válidos                     | Total de votos válidos     | Total de votos válidos              | Total de votos válidos |            | —          |
| Instituto Electoral del Estado de Campeche |                            |                                     | |            |            |

#### Seybaplaya
| Ayuntamiento de Seybaplaya                 | Ayuntamiento de Seybaplaya | Ayuntamiento de Seybaplaya            | Ayuntamiento de Seybaplaya | Resultados | Resultados |
| Candidato                                  | Candidato                  | Candidato                             | Partido/Coalición | Votos      | Porcentaje |
| ------------------------------------------ | -------------------------- | ------------------------------------- | --- | ---------- | ---------- |
| Ramón Manuel Martínez Olivares             |                            | Ramón Manuel Martínez Olivares        | Partido Acción Nacional | —          | —          |
| Carlos Manuel Cruz Cardozo                 |                            | Carlos Manuel Cruz Cardozo            | Fuerza y Corazón por Campeche - Partido de la Revolución Democrática - Partido Revolucionario Institucional                         | —          | —          |
| Magdalena del Socorro Jiménez Pacheco      |                            | Magdalena del Socorro Jiménez Pacheco | Sigamos Haciendo Historia en Campeche - Partido del Trabajo - Movimiento Regeneración Nacional - Partido Verde Ecologista de México | —          | —          |
| Eva Concepción Santos Suárez               |                            | Eva Concepción Santos Suárez          | Movimiento Ciudadano | —          | —          |
| Nallely Guadalupe Uh Carballo              |                            | Nallely Guadalupe Uh Carballo         | Partido Encuentro Solidario de Campeche                                                                                             | —          | —          |
| María Guadalupe Pacheco Euan               |                            | María Guadalupe Pacheco Euan          | Campeche Libre | —          | —          |
| No postuló candidatura                     |                            | No postuló candidatura                | Espacio Democrático de Campeche | —          | —          |
| No postuló candidatura                     |                            | No postuló candidatura                | Movimiento Laborista de Campeche | —          | —          |
| José del Carmen Castillo Segovia           |                            | José del Carmen Castillo Segovia      | Candidatura independiente | —          | —          |
| Total de votos válidos                     | Total de votos válidos     | Total de votos válidos                | Total de votos válidos |            | —          |
| Instituto Electoral del Estado de Campeche |                            |                                       | |            |            |